# Leonor Sullivan
Pour les articles homonymes, voir Sullivan.
Leonor Kretzer Sullivan, née le 21 août 1902 à Saint-Louis et morte dans la même ville le 1er septembre 1988, est une femme politique américaine membre du Parti démocrate, élue à la Chambre des représentants des États-Unis pour le Missouri entre 1953 et 1977.
Elle a participé à la création du Supplemental Nutrition Assistance Program et a voté contre l'Equal Rights Amendment.